# Lysandra caeruleocincta
Lysandra caeruleocincta är en fjärilsart som beskrevs av Tutt 1909. Lysandra caeruleocincta ingår i släktet Lysandra och familjen juvelvingar. Inga underarter finns listade i Catalogue of Life.